# Пембертон, Дэниел
Дэ́ниел Пе́мбертон (англ. Daniel Pemberton; род. 3 ноября 1977, Великобритания) — английский композитор. Номинант на премии «Золотой глобус», «Эмми» и BAFTA.

## Жизнь и профессиональная деятельность
В 2013 г. Дэниэл завершил работу над созданием культового музыкального оформления к фильму Ридли Скотта «Советник» (2013). Саундтреки к данному фильму записывались на студии «Эбби-Роуд» в Лондоне. Помимо работы с Ридли Скоттом, он также создавал музыкальное оформление к таким всемирно известным картинам, как «Стив Джобс» (2015) Дэнни Бойла  и «Агенты А.Н.К.Л.» (2015) Гая Ричи.
В 2014 году Пембертон стал победителем фестиваля World Soundtrack Awards в номинации «Открытие года», а в 2016 году был номинирован на премию «Кинокомпозитор года».
Дэниэл Пембертон дважды был номинирован на премию «Золотой глобус»: в 2016 году – музыка к кинофильму «Стив Джобс» в номинации «Лучшая музыка к фильму»; В 2017 году – в номинации «Лучшая песня» за саундтрек «Gold», написанный им совместно с Игги Поп, Danger Mouse и режиссёром Стивеном Гейганом к фильму «Золото».
Последние работы Дэниэла Пембертона включают в себя саундтреки к следующим кино- и анимационным фильмам:
- «Человек-паук: Через вселенные» (премия «Оскар (премия)», 2019) (режиссёры: Боб Персичетти, Питер Рэмзи и Родни Ротман);
- «Иллюзия любви» (Франция, номинант на премию «Золотая пальмовая ветвь») с Марион Котийяр в главной роли (режиссёр: Николь Гарсия);
- «Большая игра» (режиссёрский дебют Аарона Соркина) с Джессикой Честейн и Идрисом Эльбой в главных ролях;
- «Золото» (кинокомпания The Weinsten Company; режиссёр: Стивен Гейган) с Мэттью Макконахи в главной роли;
- «Уотергейт: Крушение Белого дома» – политический триллер с Лиамом Ниссоном в главной роли (режиссёр: Питер Ландесман; продюсеры: Ридли Скотт и Том Хэнкс);
- «Меч короля Артура» (режиссёр: Гай Ричи).

Более ранние работы:
- «Экстрасенс» с Ребеккой Холл и Домиником Уэстом в главных ролях (режиссёр: Ник Мёрфи);
- «Танцуй отсюда!» – английская комедия от создателей «Зомби по имени Шон» с Ником Фростом в главной роли;
- «Спецотряд Призрак: Альфа» – короткометражный фильм от обладателей премии «Оскар» – Франсуа Ало, Гервэ дэ Греци и Пьетро Скалии;
- «Кровь» с Полом Бетанни и Марком Стронгом в главных ролях (режиссёр: Ник Мёрфи; продюсер: Сэм Мендес);
- «В страхе» (кинокомпания «Film4») c Элис Энглерт в главной роли (режиссёр: Джереми Лавринг);
- «Соучастник» с Дэвидом Ойелоуо в главной роли (режиссёр: Найал МакКормик).

Кроме того, Дэниэл Пембертон участвовал в музыкальном оформлении короткометражного научно-фантастического фильма Гарета Эдвардса «Factory Farmed».
Он также является автором музыкального сопровождения для отмеченных наградами телесериалов и фильмов, таких как: «Игра», «Жертва», «Послы», «Пип-шоу», «Отчаянные романтики», «Прыжок из космоса», «Оккупация», «Жёны заключённых», «Чёрное зеркало», «Мой безумный дневник», «Пригород в огне», «Адская кухня», «Great British Menu», «Хиросима», «Армия плохих ребят», «George Orwell: A Life in Pictures», «Жёлтый дом», «Грандиозные переезды», «Дирк Джентли», «Наполеон», а также к первым сериям возобновлённого в 2010 году сериала «Вверх и вниз по лестнице». Дэниэл Пембертон также является создателем музыкального оформления к таким видеоиграм, как «LittleBigPlanet», «Kinect Adventures!», «LittleBigPlanet 2», «The Movies»  и «TrackMania Turbo».
Некоторые из созданных им музыкальных тем к фильмам вошли в его альбом «TVPOPMUZIK», выпущенным в 2007 году под псевдонимом «The Daniel Pemberton TV Orchestra», в то время, как саундтреки к видеоиграм – преимущественно к игре «LittleBigPlanet» – вошли в его альбом «LittleBIGMusic».
В ноябре 2016 году Дэниэл Пембертон совместно с BAFTA выступил в Альберт-холле.

## Музыка к кинофильмам

### Фильмы
| Фильм                                           | Год  | Режиссёр                                           |
| ----------------------------------------------- | ---- | -------------------------------------------------- |
| «Враги народа»                                  | 2009 | Роб Лемкин и Тхет Самбат                           |
| «Экстрасенс»                                    | 2011 | Ник Мёрфи                                          |
| «Кровь»                                         | 2012 | Ник Мёрфи                                          |
| «В страхе»                                      | 2013 | Джереми Лавринг                                    |
| «Причастный»                                    | 2013 | Найал МакКормик                                    |
| «Советник»                                      | 2013 | Ридли Скотт                                        |
| «Танцуй отсюда!»                                | 2014 | Джеймс Гриффитс                                    |
| «Агенты А.Н.К.Л.»                               | 2015 | Гай Ричи                                           |
| «Стив Джобс»                                    | 2015 | Дэнни Бойл                                         |
| «Иллюзия любви»                                 | 2016 | Николь Гарсиа                                      |
| «Золото»                                        | 2016 | Стивен Гейган                                      |
| «Меч короля Артура»                             | 2017 | Гай Ричи                                           |
| «Уотергейт: Крушение Белого дома»               | 2017 | Питер Ландесман                                    |
| «Большая игра»                                  | 2017 | Аарон Соркин                                       |
| «Все деньги мира»                               | 2017 | Ридли Скотт                                        |
| «Восемь подруг Оушена»                          | 2018 | Гэри Росс                                          |
| «Человек-паук: Через вселенные»                 | 2018 | Боб Персичетти, Питер Рэмзи и Родни Ротман         |
| «Yesterday»                                     | 2019 | Дэнни Бойл                                         |
| «Сиротский Бруклин»                             | 2019 | Эдвард Нортон                                      |
| «Хищные птицы: Потрясающая история Харли Квинн» | 2020 | Кэти Янь                                           |
| «Энола Холмс»                                   | 2020 | Гарри Брэдбир                                      |
| «Суд над чикагской семёркой»                    | 2020 | Аарон Соркин                                       |
| «Восставший Феникс»                             | 2020 | Иэн Бонхот, Питер Эттедги                          |
| «Спасательная операция»                         | 2021 | Элизабет Чай Васархели, Джимми Чин                 |
| «Быть Рикардо»                                  | 2021 | Аарон Соркин                                       |
| «Плохие парни»                                  | 2022 | Пьер Перифел                                       |
| «Брайан и Чарльз»                               | 2022 | Джим Арчер                                         |
| «Смотрите, как они бегут»                       | 2022 | Том Джордж                                         |
| «Амстердам»                                     | 2022 | Дэвид О. Расселл                                   |
| «Энола Холмс 2»                                 | 2022 | Гарри Брэдбир                                      |
| «Человек-паук: Паутина вселенных»               | 2023 | Жоаким Душ Сантуш, Кемп Пауэрс, Джастин К. Томпсон |
| «Феррари»                                       | 2023 | Майкл Манн                                         |

### Телесериалы и документальные фильмы
| Фильм                                  | Год         | Примечания |
| -------------------------------------- | ----------- | --- |
| «Пип-шоу»                              | 2003 - 2015 | Телесериал, транслирован по каналу Channel 4                                                                               |
| «Доисторический парк»                  | 2006        | Телесериал, транслирован по каналу ITV                                                                                     |
| «Дирк Джентли»                         | 2010 - 2012 | Телесериал, транслирован по каналу BBC 4                                                                                   |
| «Чёрное зеркало»                       | 2017        | В серии «USS Каллистер» |
| «Брексит»                              | 2019        | Художественный фильм, транслирован по каналу Channel 4 и HBO                                                               |
| «Тёмный кристалл: Эпоха сопротивления» | 2019        | Мини-сериал, музыка совместно с Сэмюэлом Симом Автор оригинальной темы Dark Crystal совместно с Тревором Джонсом           |
| «Добро пожаловать на Землю»            | 2021        | Телесериал, транслируется на сервисе Disney+                                                                               |
| «Вечеринка»                            | с 2022      | Телесериал, транслируется на сервисе Apple TV+                                                                             |
| «Медленные лошади»                     | 2022        | Телесериал, транслируется на сервисе Apple TV+, музыка совместно с Toydrum                                                 |
| «Зелёные яйца и ветчина»               | 2022        | Мультсериал, транслируется на Netflix, автор темы второго сезона совместно с Гэри Гоу Исполняет Yola Музыка Дэвида Ньюмана |

### Короткометражные фильмы
| Фильм                      | Год  | Режиссёр                     |
| -------------------------- | ---- | ---------------------------- |
| «Factory Farmed»           | 2008 | Гарет Эдвардс                |
| «Спецотряд Призрак: Альфа» | 2012 | Франсуа Ало и Гервэ дэ Греци |

## Дискография
- «Bedroom» ( Fax[англ.], 1994)

### Саундтреки
- «Большая игра» (Sony Classical, 2018);
- «Все деньги мира» (Sony Classical, 2017);
- «Уотергейт: Крушение Белого дома» (Filmtrax Ltd., 2017);
- «Меч короля Артура» (WaterTower Music, 2017)
- «Золото» (BMG, оригинальная музыка, 2017);
- «Иллюзия любви» (Les Productions Du Tresor, 2017);
- «Стив Джобс» (Backlot Music, 2015);
- «Агенты А.Н.К.Л.» (Watertower, 2015);
- «Игра» (Moviescore Media, 2015);
- «Танцуй отсюда!» (Decca Records, 2014);
- «Советник» (Milan Records, 2013);
- «Кровь» (Moviescore Media, 2013);
- «Прыжок из космоса» (1812 Recordings, 2012);
- «Дирк Джентли» (Moviescore Media, 2012);
- «Прыжок из космоса» (1812 Recordings, 2012);
- «Экстрасенс» (Moviescore Media / Screamworks, 2012);
- «Отчаянные романтики» (1812 Recordings, 2012);
- «LittleBIGMusic» (1812 Recordings, 2011);
- «Преследователь Тоби Джагга» (1812 Recordings, 2011);
- «Вверх и вниз по лестнице» (1812 Recordings, 2010);
- «Kinect Adventures» (1812 Recordings, 2010);
- «Monster Moves: Songs + Sounds» (1812 Recordings, 2009);
- «Heroes and Villains: Attila the Hun / Napoleon» (Moviescore Media, 2009);
- «TVPOPMUZIK» (1812 Recordings, 2007);
- «Доисторический парк» (1812 Recordings, 2006).